# Tarenna oblonga
Tarenna oblonga är en måreväxtart som först beskrevs av Pieter Willem Korthals, och fick sitt nu gällande namn av Cornelis Eliza Bertus Bremekamp. Tarenna oblonga ingår i släktet Tarenna och familjen måreväxter. Inga underarter finns listade i Catalogue of Life.